# Volta a Cataluña 1952
La Volta a Cataluña 1952 fue la 32.ª edición de la Volta a Cataluña. Se disputó en 10 etapas del 7 al 14 de septiembre de 1952 con un total de 1.390 km. El vencedor final fue el español Miguel Poblet.

## Recorrido
En esta edición se reducen el número de etapas respecto a las ediciones precedentes, siendo finalmente diez las disputadas. Con todo, una de estas etapas se dividió en diferentes sectores: dos en el caso de la séptima, haciendo que el número total de finales no variara mucho. Se recupera la contrarreloj individual, en la séptima etapa, segundo sector. Fueron 104 los ciclistas inscritos para tomar la salida, pero finalmente fueron 91 los que salieron.

## Etapas
| Etapa | Fecha            | Ciudades de etapa                | km    | Vencedor de la etapa | Líder de la general |
| ----- | ---------------- | -------------------------------- | ----- | -------------------- | ------------------- |
| 1.ª   | 7 de septiembre  | Montjuic - Montjuic              | 46,0  | Miguel Poblet        | Miguel Poblet       |
| 2.ª   | 7 de septiembre  | Barcelona - Manresa              | 77,0  | Pedro Sant           | Pedro Sant          |
| 3.ª   | 8 de septiembre  | Manresa - Tarragona              | 229,0 | Miguel Poblet        | Miguel Poblet       |
| 4.ª   | 9 de septiembre  | Tarragona - Tortosa              | 171,0 | Pedro Sant           | Adolfo Grosso       |
| 5.ª   | 10 de septiembre | Tortosa - Valls                  | 139,0 | Isidoor de Rijck     | Adolfo Grosso       |
| 6.ª   | 11 de septiembre | Valls - Ripoll                   | 212,0 | Miguel Poblet        | Miguel Poblet       |
| 7.ªA  | 12 de septiembre | Ripoll - Tona                    | 43,0  | Giovanni Pettinati   | Miguel Poblet       |
| 7.ªB  | 12 de septiembre | Tona - Granollers (CRI)          | 40,0  | Adolfo Grosso        | Adolfo Grosso       |
| 8.ª   | 12 de septiembre | Granollers - Villanueva y Geltrú | 80,0  | Antonio Gelabert     | Adolfo Grosso       |
| 9.ª   | 13 de septiembre | Villanueva y Geltrú - Berga      | 217,0 | José Vidal Porcar    | Miguel Poblet       |
| 10.ª  | 14 de septiembre | Berga - Barcelona                | 136,0 | Isidoor de Rijck     | Miguel Poblet       |

### 1.ª etapa[2]
07-09-1952: Barcelona - Barcelona. 46,0 km
|   | Ciclista        | Equipo           | Tiempo     |
| - | --------------- | ---------------- | ---------- |
| 1 | Miguel Poblet   | Canals & Nubiola | 1h 08' 48" |
| 2 | Miguel Gual     | Balanzas Berkel  | m. t.      |
| 3 | Francisco Masip | Conservas Puig   | m. t.      |

|   | Ciclista        | Equip            | Temps      |
| - | --------------- | ---------------- | ---------- |
| 1 | Miguel Poblet   | Canals & Nubiola | 1h 08' 48" |
| 2 | Miguel Gual     | Balanzas Berkel  | m. t.      |
| 3 | Francisco Masip | Conservas Puig   | m. t.      |

### 2.ª etapa
07-09-1952:  Barcelona - Manresa. 62,0 km
|   | Ciclista        | Equipo  | Tiempo     |
| - | --------------- | ------- | ---------- |
| 1 | Pedro Sant      | Osborne | 1h 39' 30" |
| 2 | Vicente Iturat  | Osborne | m. t.      |
| 3 | Gilbert Vermote |         | m. t.      |

|   | Ciclista        | Equip           | Temps      |
| - | --------------- | --------------- | ---------- |
| 1 | Pedro Sant      | Osborne         | 2h 46' 58" |
| 2 | Miguel Gual     | Balanzas Berkel | + 40"      |
| 3 | Francisco Masip | Conservas Puig  | m. t.      |

### 3.ª etapa
08-09-1952:  Manresa - Tarragona. 229,0 km
|   | Corredor      | Equipo              | Tiempo     |
| - | ------------- | ------------------- | ---------- |
| 1 | Miguel Poblet | Canals & Nubiola    | 7h 07' 50" |
| 2 | Adolfo Grosso | Fútbol de Sobremesa | + 02"      |
| 3 | Andrés Trobat | Balanzas Berkel     | + 03"      |

|   | Ciclista      | Equipo              | Tiempo     |
| - | ------------- | ------------------- | ---------- |
| 1 | Miguel Poblet | Canals & Nubiola    | 9h 54' 38" |
| 2 | Adolfo Grosso | Fútbol de Sobremesa | + 52"      |
| 3 | José Serra    | Canals & Nubiola    | + 01' 34"  |

### 4.ª etapa[3]
09-09-1952: Tarragona - Tortosa. 171,0 km
|   | Corredor            | Equipo          | Tiempo     |
| - | ------------------- | --------------- | ---------- |
| 1 | Pedro Sant          | Osborne         | 4h 50' 15" |
| 2 | Miguel Gual         | Balanzas Berkel | m. t.      |
| 3 | Alfons Vandenbrande |                 | m. t.      |

|   | Ciclista      | Equipo              | Tiempo      |
| - | ------------- | ------------------- | ----------- |
| 1 | Adolfo Grosso | Fútbol de Sobremesa | 14h 45' 45" |
| 2 | José Serra    | Canals & Nubiola    | + 42"       |
| 3 | Miguel Poblet | Canals & Nubiola    | + 01' 26"   |

### 5.ª etapa[4]
10-09-1952: Tortosa - Valls. 139,0 km
|   | Ciclista         | Equipo          | Tiempo     |
| - | ---------------- | --------------- | ---------- |
| 1 | Isidoor de Rijck |                 | 3h 41' 27" |
| 2 | Francisco Alomar | Balanzas Berkel | + 05' 45"  |
| 3 | Agustín Miró     | UC Terrassa     | + 05' 46"  |

|   | Ciclista      | Equipo              | Tiempo      |
| - | ------------- | ------------------- | ----------- |
| 1 | Adolfo Grosso | Fútbol de Sobremesa | 18h 38' 53" |
| 2 | José Serra    | Canals & Nubiola    | + 01' 11"   |
| 3 | Miguel Poblet | Canals & Nubiola    | + 01' 33"   |

### 6.ª etapa[5]
11-09-1952: Valls - Ripoll. 221,0 km
|   | Ciclista       | Equipo           | Tiempo     |
| - | -------------- | ---------------- | ---------- |
| 1 | Miguel Poblet  | Canals & Nubiola | 6h 36' 50" |
| 2 | Miguel Gual    | Balanzas Berkel  | m. t.      |
| 3 | Vicente Iturat | Osborne          | + 01' 07"  |

|   | Ciclista      | Equipo              | Tiempo      |
| - | ------------- | ------------------- | ----------- |
| 1 | Miguel Poblet | Canals & Nubiola    | 25h 15' 36" |
| 2 | Adolfo Grosso | Fútbol de Sobremesa | + 01' 52"   |
| 3 | José Serra    | Canals & Nubiola    | + 02' 35"   |

### 7.ª etapa[6]
12-09-1952: (7A Ripoll-Tona 43 km) y (7B Tona-Granollers 40 km)
|   | Corredor           | Equipo              | Tiempo     |
| - | ------------------ | ------------------- | ---------- |
| 1 | Giovanni Pettinati | Fútbol de Sobremesa | 1h 23' 05" |
| 2 | René Marigil       | UD Aurora           | m. t.      |
| 3 | José Mateo         | Conservas Puig      | + 03"      |

|   | Corredor      | Equipo              | Tiempo   |
| - | ------------- | ------------------- | -------- |
| 1 | Adolfo Grosso | Fútbol de Sobremesa | 52' 38"  |
| 2 | Primo Volpi   | Fútbol de Sobremesa | + 39"    |
| 3 | Miguel Gual   | Balanzas Berkel     | + 1' 19" |

|   | Ciclista           | Equip               | Temps      |
| - | ------------------ | ------------------- | ---------- |
| 1 | Giovanni Pettinati | Fútbol de Sobremesa | 2h 18' 03" |
| 2 | Adolfo Grosso      | Fútbol de Sobremesa | + 15"      |
| 3 | Primo Volpi        | Fútbol de Sobremesa | + 54"      |

|   | Ciclista      | Equipo              | Tiempo      |
| - | ------------- | ------------------- | ----------- |
| 1 | Adolfo Grosso | Fútbol de Sobremesa | 27h 35' 06" |
| 2 | Miguel Poblet | Canals & Nubiola    | + 46"       |
| 3 | José Serra    | Canals & Nubiola    | + 03' 38"   |

### 8.ª etapa
12-09-1952: Granollers - Villanueva y Geltrú. 80,0 km
|   | Corredor         | Equipo           | Tiempo     |
| - | ---------------- | ---------------- | ---------- |
| 1 | Antonio Gelabert | Canals & Nubiola | 2h 11' 57" |
| 2 | Armand Baeyens   |                  | + 05"      |
| 3 | Juan Crespo      | Botas Cumbre     | + 08"      |

|   | Ciclista      | Equipo              | Tiempo      |
| - | ------------- | ------------------- | ----------- |
| 1 | Adolfo Grosso | Fútbol de Sobremesa | 29h 47' 23" |
| 2 | Miguel Poblet | Canals & Nubiola    | + 26"       |
| 3 | José Serra    | Canals & Nubiola    | + 03' 38"   |

### 9.ª etapa[7]
13-09-1952: Villanueva y Geltrú - Berga. 226,0 km
|   | Ciclista         | Equipo           | Tiempo     |
| - | ---------------- | ---------------- | ---------- |
| 1 | José Vidal       | Conservas Puig   | 7h 33' 00" |
| 2 | Francisco Alomar | Balanzas Berkel  | + 02' 30"  |
| 3 | Miguel Poblet    | Canals & Nubiola | + 04' 55"  |

|   | Ciclista      | Equipo              | Tiempo      |
| - | ------------- | ------------------- | ----------- |
| 1 | Miguel Poblet | Canals & Nubiola    | 37h 24' 44" |
| 2 | Adolfo Grosso | Fútbol de Sobremesa | + 01' 04"   |
| 3 | José Serra    | Canals & Nubiola    | + 05' 11"   |

### 10.ª etapa[8]
14-09-1952: Berga - Barcelona. 136,0 km
|   | Ciclista         | Equipo           | Tiempo     |
| - | ---------------- | ---------------- | ---------- |
| 1 | Isidoor de Rijck |                  | 4h 27' 21" |
| 2 | Miguel Poblet    | Canals & Nubiola | + 26"      |
| 3 | Miguel Gual      | Balanzas Berkel  | m. t.      |

|   | Ciclista      | Equipo              | Tiempo      |
| - | ------------- | ------------------- | ----------- |
| 1 | Miguel Poblet | Canals & Nubiola    | 41h 51' 51" |
| 2 | Adolfo Grosso | Fútbol de Sobremesa | + 01' 44"   |
| 3 | José Serra    | Canals & Nubiola    | + 05' 58"   |

## Clasificación General
|    | Ciclista            | Equipo              | Tiempo      |
| -- | ------------------- | ------------------- | ----------- |
|    | Miguel Poblet       | Canals & Nubiola    | 41h 51' 51" |
| 2  | Adolfo Grosso       | Fútbol de Sobremesa | + 1' 44"    |
| 3  | José Serra          | Canals & Nubiola    | + 5' 58"    |
| 4  | Isidoor de Rijck    |                     | + 6' 33"    |
| 5  | Miguel Gual         | Balanzas Berkel     | + 6' 34"    |
| 6  | Francisco Masip     | Conservas Puig      | + 8' 05"    |
| 7  | Primo Volpi         | Fútbol de Sobremesa | + 8' 22"    |
| 8  | Bernardo Ruiz       | Canals & Nubiola    | + 10' 11"   |
| 9  | Andrés Trobat       | Balanzas Berkel     | + 11' 11"   |
| 10 | Alfons Vandenbrande |                     | + 11' 39"   |

## Clasificaciones secundarias
|   | Ciclista        | Equipo           | Puntos |
| - | --------------- | ---------------- | ------ |
| 1 | Miguel Poblet   | Canals & Nubiola | 33     |
| 2 | Francisco Masip | Conservas Puig   | 22     |
| 3 | Jesús Loroño    | Canals & Nubiola | 18     |

|   | Equipo              | Puntos |
| - | ------------------- | ------ |
| 1 | Canals & Nubiola    |        |
| 2 | Fútbol de Sobremesa |        |
| 3 | Balanzas Berkel     |        |